# Festival international du cinéma expérimental de Knokke-le-Zoute
Le festival international du cinéma expérimental de Knokke-le-Zoute (surnommé en 1958 EXPRMNTL), créé en 1949 par Jacques Ledoux en Belgique, est, historiquement, le premier festival international consacré au cinéma expérimental ; il est d'abord une section du Festival mondial du film et des beaux-arts de Bruxelles avant d'acquérir son autonomie en 1958.
Suspendu en 1975, il fut le plus long dans sa durée, malgré des interruptions dues à la modestie de ses budgets et aux ambitions de l'entreprise. Ministres, mécènes, industriels et personnalités diverses l'ont parrainé, engendrant des tensions lors des éditions de 1963 et 1967, qui ont vu se propager la contre-culture.
EXPRMNTL a été le sismographe de son temps. Fondé au lendemain de la Seconde Guerre mondiale, son but premier fut de légitimer le cinéma expérimental en tant qu’art à part entière, en le confrontant aux professionnels du cinéma et des arts plastiques, et offrir ainsi une vitrine aux avant-gardes audiovisuelles. Les événements sociopolitiques des années 1960 marquent profondément les éditions 3 et 4 d’EXPRMNTL. Elles ont traduit ce vent de contestation sur le plan artistique. La dernière édition en 1974-1975, qui se déroule à une époque où le cinéma expérimental entre dans les musées, présente majoritairement une catégorie de films relevant plus ou moins du cinéma structurel, ce qui identifia le « genre » expérimental à cette école jusqu’à l’arrivée des nouveaux médias et du numérique qui en ont reformaté le profil.
Le festival a contribué à légitimer le cinéma expérimental, désormais enseigné à l’université. Il ne connaît que cinq éditions : 1949, 1958 (à Bruxelles), 1963, 1967 et en 1974, au cours desquelles toutes les déclinaisons du genre (dépassant parfois le cadre du cinéma) ont été proposées aux spectateurs : des œuvres relevant de la première avant-garde, du cinéma abstrait, du cinéma structurel, du happening de la performance, de l'art vidéo ou du cinéma élargi (en) .
Aujourd'hui encore, des rétrospectives sont consacrées à ce festival belge pionnier.

## Historique

### 1949: Festival international du film expérimental et poétique
Au lendemain de la Seconde Guerre mondiale, hommes politiques et médiateurs culturels estiment plus que jamais que le cinéma est un bon ambassadeur social et culturel. Après la Mostra de Venise, fondé en 1932, le Festival de Cannes est enfin créé en 1946. En juin 1947, la Belgique organise, un peu sur le même modèle mais plus ouvert à des productions indépendantes, le Festival mondial du film et des beaux-arts qui se déroule à Bruxelles et dont l'affiche officielle est signée René Magritte,. En dépit d'un beau premier succès, le festival est reporté l'année suivante, à l'été 1949, du fait d'un problème de subventions.
La deuxième édition du Festival mondial du film et des beaux-arts a enfin lieu du 18 juin au 19 juillet 1949, non plus à Bruxelles, mais à Knokke-le-Zoute : André Thirifays, secrétaire général du festival — cofondateur, en 1938, avec Pierre Vermeylen et Henri Storck de la Cinémathèque de Belgique — a programmé une rétrospective consacrée au cinéma d’avant-garde et expérimental. L'inscription de ce festival au cours de l'année 1949 paraît idéale : il précède le premier Festival du film maudit (Biarritz, 30 juillet-7 août), la Mostra (11 août-1er sept.) et Cannes (2-17 septembre). La section expérimentale du festival se trouve mêlée à d'autres sélections . Le festival ne sera totalement dévolu à l'expérimental qu'à partir de 1958.
Cette vitrine belge offert à ce type de productions est perçue comme un événement, il faut remonter à 1929 et au Premier Congrès international du film indépendant de La Sarraz (Suisse) pour en trouver l'équivalent,. Entre 1929 et 1949, de nouvelles générations de cinéastes indépendants sont apparues et rendent pertinente la tenue d'un tel événement international. C’est Jacques Ledoux, jeune conservateur de la Cinémathèque de Belgique, qui est chargé de la programmation de la manifestation, qui prend le nom de Festival international du cinéma expérimental.
Cette première année, la moitié des films présentés datent d’avant 1940 et sont hors-compétition, ils permettent aux spectateurs de se forger une solide culture dans ce domaine. Selon André Thirifays, l’acteur Gérard Philipe serait resté dix jours pour découvrir, ébahi, ce cinéma. Pour les années 1920 et 1930, l’Allemagne et la France dominent le panorama avec des films de Walter Ruttmann, Ernö Metzner, Oskar Fischinger, Hans Richter, Lotte Reiniger pour l’une, et Henri Chomette, Germaine Dulac, Luis Buñuel, Roger Livet, Alexandre Alexeïeff, pour l’autre.
La nouvelle école américaine, apparue en ces années 1940, figure, elle, en compétition : Maya Deren, Sidney Peterson (en), James Broughton, Gregory Markopoulos (en), les frères John Whitney, Sr. et James Whitney (en) ; sans compter des films canadiens, tchèques, danois, britanniques, italiens et suédois qui viennent complèter le panorama historique.
Le Grand Prix du film expérimental va à Motion Painting n°1 (en) d’Oskar Fischinger (États-Unis, 1948), le grand prix du film poétique à Aubervilliers d’Éli Lotar (France, 1947). Sont également distingués l’Italien Luigi Veronesi, le Canadien Norman McLaren ou encore l’Américain Kenneth Anger.

### 1958: EXPRMNTL à Bruxelles, deuxième édition du festival
Neuf ans seront nécessaires pour qu’une deuxième édition de ce festival voie le jour. Les raisons en sont multiples. En 1949, la relève est encore embryonnaire. Personne ne sait si les nouvelles pratiques expérimentales qui éclosent vont se développer durablement dans le temps et dans le monde. À la fin des années 1940 et au début des années 1950, les courants lettriste français et CoBra belge, ainsi que les cinéastes américains Maya Deren, Stan Brakhage ou Kenneth Anger commencent à faire parler d’eux. Dans les années 1950, le futur dramaturge allemand Peter Weiss, établi en Suède, réalise quelques films expérimentaux et publie un ouvrage, Cinémas d’avant-garde, dans lequel il formalise l'un des premiers corpus historiques du genre, et fournit des informations sur la scène suédoise. Il prend part au festival avec le film Enligt lag, qu’il a coréalisé avec Hans Nordenström .
Cinéastes et écoles apparaissent qui donnent matière à la tenue d’un festival international, cette fois-ci  entièrement dévolu à l'expérimental. Reste un problème à résoudre : celui du financement. Ledoux veut inviter les journalistes du monde entier afin d’obtenir une couverture de presse conséquente. Aidé d’André Thirifays et de Pierre Vermeylen (ministre de l’Intérieur à l’époque), Jacques Ledoux réalise, en toute indépendance, dans le cadre de l’Exposition universelle de Bruxelles, la deuxième édition de son festival. Sa définition change : selon le règlement de la compétition, « par film expérimental, on entend toute œuvre de création individuelle ou collective qui témoigne d’une tentative de renouvellement ou d’élargissement de l’expression cinématographique. » C’est là que l’appellation Exprmntl voit le jour. Le mot expérimental perd ses voyelles afin d’être lu et compris dans le monde entier.
Des articles de presse sont écrits sur cette édition, mais la plupart s'avèrent négatifs. La France s’illustrant par « l’étroitesse d’esprit de ses critiques » — à l'exception notable de Jean Mitry —, comme le note François Thomas dans le post-scriptum (Quelles sources pour l'étude du court métrage français ?) de l'ouvrage qu'il a codirigé en 2005 : « Le court métrage expérimental, dans la période qui nous occupe, est à peu près passé sous silence, ou dénigré par la cinéphilie ». Pour exemple, il cite l'article de Claude de Givray, titré Bruxelles 58 : C'est l'expérience qui manque le plus au film expérimental (publié dans Arts no 668, le 30 avril 1958) et qui donne le ton. C'est, rappelle Thomas, ce que Dominique Noguez a appelé dès les années 1970, un « cinéma expérimental fantôme ». Et Thomas de conclure : « Les articles ne portent guère de discours global sur la tendance française, mais s'attachent plutôt aux rares programmes collectifs montrés en salle ou à des festivals internationaux [dont EXPRMNTL]. La vraie floraison du discours sur le cinéma expérimental date des années 1968 et suivantes ». Cependant, remarquons que Kenneth Anger, qui a longuement séjourné en France dans les années 1950, et a été l’ami entre autres de Jean Cocteau, Henri Langlois ou Jean Boullet et dont les films plaisaient aux surréalistes, a été remarqué par la presse bien avant 1968,,,.
L’industrie cinématographique belge est moins développée en termes de volumes de production que ses consœurs européennes, et privilégiant l'artisanat aux gros budgets, ses premiers grands cinéastes furent des expérimentateurs et/ou des documentaristes, tels les pionniers Charles Dekeukeleire et Henri Storck. Ce dernier, bien après la disparition du festival, lui rendra hommage : « Pour la Belgique, l’importance du festival expérimental de Knokke tient aussi au fait qu’il était le seul véritable festival compétitif international digne de ce nom dans notre pays. S’il y avait eu des Knokke 6, 7, 8, il est certain qu’un ample mouvement de création libre et indépendante se serait développé en Belgique… ».
La deuxième édition n’est pas portée par une ligne générale très nette, un manifeste politico-esthétique, de fait, la neutralité — ou les compromis, nous sommes alors en pleine Guerre froide — est de mise et l'ouverture totale, et de très nombreux pays sont en compétition. La France avec Albert Pierru, Roger Livet, Georges Franju, Henri Gruel, Jean-Daniel Pollet, Jean Mitry, Agnès Varda… Le Belge Marcel Broodthaers présente un film radical. Une importante sélection polonaise est présentée (d'où sortiront Roman Polanski et Walerian Borowczyk qui connaîtront une reconnaissance internationale) et une autre sélection venue d’Argentine. Le milieu américain, manquant encore d'organisation, présente, déjà, de nombreux cinéastes qui forme le gros des troupes de l’avant-garde newyorkaise : Ian Hugo, Marie Menken, Robert Breer, Kenneth Anger ou Stan Brakhage.
Dom de Walerian Borowczyk et Jan Lenica reçoit le Grand Prix, le deuxième prix va au pionnier Len Lye pour Free Radicals. Polanski, mais aussi l’Argentin Rodolfo Kuhn (en), obtiennent également des prix. Stan Brakhage est gratifié du Prix du jury pour l’ensemble des films qu’il présente. C’est lors de ce festival que Brakhage rencontre Peter Kubelka, comme en témoigne une photographie au pied de l’Atomium, bière en main, de deux des futurs fondateurs (avec Jonas Mekas) de l’Anthology Film Archives, qui avaient, chacun, des films en compétition.

### 1963: EXPRMNTL 3
En 1963 et 1967, le festival devient un révélateur non seulement de l’art contemporain en ses tendances les plus nouvelles, mais également de l’évolution des mœurs. L’underground américain triomphe dans la littérature, la poésie, le cinéma ; quant au pop art qui a déjà dix ans d'histoire, le marché de l'art s'en empare. En 1962, Jonas Mekas et quelques amis ont fondé, à New York, la The Film-Makers' Cooperative (en), véritable machine de guerre qui assure la diffusion, la défense, puis la théorisation du New American Cinema Group — nom initialement retenu par les fondateurs, les réalisateurs et penseurs du groupe eux-mêmes.
Le cinéaste d’animation Robert Lapoujade représente la France ainsi que Jean-Daniel Pollet avec son intrigant moyen métrage Méditerranée. La Nouvelle Vague brouille les pistes : certains festivaliers pensent que c'est un courant expérimental, d'autres non. Jean-Luc Godard et Agnès Varda sont invités mais ils n’interviennent pas dans les débats. L’idée que la Nouvelle Vague représente un courant expérimental  français  demeure vivace dans l’intelligentsia internationale – surtout du fait que peu de textes sont alors consacrés au cinéma expérimental hexagonal avant les écrits de Dominique Noguez des années 1970. En 1974, les critiques et cinéastes autrichiens Hans Scheugl (de) et Ernst Schmidt jr.,  font l’impasse, dans leur article consacré à la France, sur les films lettristes ou ceux de Guy Debord car ils ne les connaissent pas. Pour les années 1960, ils mettent en avant les courts métrages de Georges Franju, Alain Resnais, Jean-Luc Godard, Chris Marker . Il faut attendre les années 1970  et l’article du critique britannique Peter Wollen, Les deux avant-gardes, qui établit un pont entre l’expérimental issu des coopératives et le cinéma issu des nouvelles vagues européennes pour débrouiller la situation .
La France, mais aussi l’Italie, seront, dans les trois dernières éditions de Knokke, des pays sous-représentés. Une bonne sélection japonaise fait connaître le nom de Iimura Takahiko dans le monde et aussi aux Américains.
L’Autrichien Peter Kubelka fait la connaissance lors de cette édition de Jonas Mekas ; une longue complicité unira, par la suite, les deux hommes. La troisième édition d’Exprmntl est marquée par le scandale causé par l’interdiction de projection publique du film Flaming Creatures de Jack Smith (1963), qui présente quelques nudités. Des tensions surgissent entre les cinéastes et les organisateurs (souvent des institutionnels) qui doivent ménager la liberté d’expression et les lois du pays. Mekas fait un tel raffut que le film est projeté en séances privées nombreuses et houleuses.
Le malaise s’accentue lorsque le long métrage allemand Die Parallelstrasse, de Ferdinand Khittl (de), reçoit le Grand Prix. Ce film semi-narratif est désavoué par les Américains et Kubelka est outré . Pourtant, ce prix est révélateur d’au moins deux choses : la forte présence allemande lors de cette édition et, aussi, le fait que Die Parallelstrasse est le premier long métrage issu du Manifeste d’Oberhausen (en) (1962) qui marque la naissance du Nouveau cinéma allemand. Les Américains Stan Vanderbeek et Gregory Markopoulos sont néanmoins récompensés. Coup de théâtre diplomatique : le jury de la sélection attribue le prix spécial du film maudit à Flaming Creatures de Jack Smith.
Les Américains se montrent d'abord dubitatifs envers le festival. Jonas Mekas écrit dans sa chronique du Village Voice daté du 16 janvier 1964 : « Sitney et moi sommes mêmement d’avis qu’en dehors des films américains il n’y avait qu’un cinéaste authentique au festival : un Autrichien, Peter Kubelka. Il avait un film de 90 secondes, Schwechater, et c'était un petit chef-d’œuvre. Le reste des films inscrits, d’Europe, d’Asie ou d’Amérique du Sud, étaient des œuvres dépassées, redondantes, banales, imitatives, d’amateur. »
. Quatre ans plus tard, P. Adams Sitney (en) corrige le tir dans la revue Film Culture (en) : « Knokke-le-Zoute se dresse comme l’unique point de ralliement des cinéastes d’avant-garde internationaux ». En 1975, Sitney et Annette Michelson gratifient le festival d'un éloge sans failles dans Artforum 

### 1967: EXPRMNTL 4
Cette quatrième édition  s’ouvre à des territoires et à des disciplines bien plus vastes que ceux du cinéma expérimental : happenings, musique expérimentale, arts vivants, conférences, mais, aussi, intervention d’activistes gauchistes allemands qui interrompent certaines projections, notamment celle de Quand l’embryon part braconner de Koji Wakamatsu. Dans Une jeunesse allemande  (2015), Jean-Gabriel Périot montre des archives rares dans lesquelles Holger Meins et des membres de l'SDS contestent le film de Wakamatsu. Plus tard, Xavier Garcia Bardon recontextualisera les faits : « Mais le film (The Embryo) est projeté sans sous-titres et le message n’apparaît pas clairement au public. Traité de sadique, de fasciste et de misogyne, Wakamatsu est pris à revers de ses intentions ; la plupart des spectateurs sont outrés. Quelques-uns, des militants socialistes allemands, perturbent même la projection, rassemblés devant l’écran, scandant des slogans pour la révolution culturelle. L’affaire, qui amuse beaucoup Wakamatsu, lui vaudra un certain succès. » . Force est de constater, un an avant les événements du printemps 1968, une incompréhension entre les militants politiques et cinéastes avant-gardistes. 
De nouveaux cinéastes belges se font connaître dont Roland Lethem, Patrick Hella, Michel Thirionet, qu’on groupe à l’époque sous le nom de « cinéma de la flibuste : « En Belgique, Exprmntl 4 semble marquer l’émergence d’une école originale, celle en tout cas d’une nouvelle génération de cinéastes à l’univers très personnel : « Le cinéma de la flibuste qui va déferler sur le royaume découle tout entier de là », écrira Jean-Pierre Bouyxou. « Ces réalisateurs (Lethem, Philippe Graff, David McNeil, Patrick Hella, Albert-André Lheureux, Robbe De Hert), stimulés entre autres par l’offre de la pellicule Gevaert, ont opté pour la singularité et produit quelques films forts. Très jeunes pour la plupart (McNeil n’a que 21 ans, Hella 23, Lheureux 22), ils constituent, au moins à l’occasion du festival, un groupe, une communauté dont les membres collaborent aux films les uns des autres ». L’historien Grégory Lacroix requalifiera ce courant de « Mouvance provoc’ ».
La France est représentée par un film de Martial Raysse, rattaché au courant des Nouveaux réalistes, mais aussi par Marcel Hanoun qui présente L'Authentique Procès de Carl-Emmanuel Jung. Quant à Jean-Jacques Lebel, son film L’État normal, un « collage de happenings », est refusé par le festival : il est néanmoins invité à Knokke pour participer aux colloques sur l’art. Il va créer la polémique et la contestation lors d'un débat : « Lebel saisit le micro des mains de Vermeylen et annonce, sur un ton démagogique : “Maintenant, le moment que vous attendez tous, chers consommateurs, chers téléspectateurs, est arrivé. Nous allons, avec l’aide du gouvernement, élire 'Miss Expérimentation 1967". Surgit une « candidate » : un jeune homme nu, portant autour de la taille un carton numéroté. Deux garçons et deux filles se présentent encore ; la seconde n’est autre que Yoko Ono ». L’ambiance s’échauffe et certains candidats montent sur la table des jurés.
La présence des Allemands Lutz Mommartz (en) et Werner Nekes, ainsi que la découverte de l’Anglo-américain Stephen Dwoskin (qui reçoit un prix pour l’ensemble des films présentés), mettent sur le devant de la scène de grands noms de l’expérimental européen. Venu des États-Unis où il avait participé aux travaux du New American Cinema, Dwoskin sera un des fondateurs de la London Film-Makers' Co-op (en), suivant le modèle de la Film-Makers' Cooperative de Mekas, c'est-à-dire une structure destinée à la distribution, par les cinéastes eux-mêmes, de leurs films,. Cette coopérative avait la particularité, de posséder dans ses locaux un laboratoire de développement de pellicule, elle sera pionnière dans la genèse du « mouvement des laboratoires » qui se développera dans les décennies suivantes en Europe et dans le monde. En France, c'est la cellule d'intervention Metamkine qui en sera la propagatrice.
Le Grand prix, attribué à Wavelength, du Canadien Michael Snow (qui rejoindra la scène du cinéma expérimental américain), crée l’événement, intéresse et intrigue beaucoup de monde. Ce film, composé d’un (faux) travelling de 45 minutes qui s’attarde sur divers éléments annexes (comme un individu qui rentre dans le champ, un téléphone qui sonne), marque le début (non encore théorisé) du cinéma structurel. Selon P. Adams Sitney (en), qui théorise ce concept deux ans plus tard, « le cinéma structurel insiste davantage sur la forme que sur le contenu, minimal et accessoire. Les quatre caractéristiques du cinéma structurel sont : plan fixe (image fixe du point de vue du spectateur), effet de clignotement, tirage en boucle et refilmage d’écran ». Un autre grand maître du genre, Paul Sharits, est présent avec deux films : Ray Gun Virus et Peace Mandala/ End War.
Le cinéma expérimental commence à avoir une certaine visibilité internationale. En 1965 est créé, en France, le Festival international du jeune cinéma de Hyères, ouvert, dès le début, aux « films différents et/ou dysnarratifs » de Philippe Garrel ou de Jean-Pierre Lajournade, et qui développe, à partir de 1973, une section dénommée Cinéma différent, consacrée à toutes les formes de l’expérimental cinématographique.
Avant de se rendre à Knokke, P. Adams Sitney parcourt l’Europe avec une sélection représentative de films américains. En septembre 1967, il présente en collaboration avec Henri Langlois, à la Cinémathèque française, une manifestation intitulée « Avant-garde pop et beatnik ». Quelques années plus tard, Peter Kubelka organisera une rétrospective plus internationale, sous le titre d’Une histoire du cinéma qui sera programmée, notamment, à l’ouverture du Centre Pompidou, en 1977,,.
À la suite de Exprmntl 4, Gregory Markopoulos aura droit à deux articles dans les Cahiers du cinéma,.

### 1974: EXPRMNTL 5, la fin d’une époque
En 1974, le milieu du cinéma expérimental est bien organisé dans le monde et, surtout, aux États-Unis et en Europe. Les festivals qui lui sont, soit partiellement soit totalement, dévolus augmentent. Le film expérimental a droit de cité dans un grand nombre de festivals de courts métrages. Des coopératives se sont créées qui diffusent ce type de films ; les musées vont bientôt les programmer et les acheter. L’importance de Exprmntl se relativise . Par ailleurs, le courant structurel domine et oblitère d’autres sensibilités.
Cette domination se fait sentir lors de la cinquième et dernière édition de Knokke, qui se tient du 25 décembre 1974 au 2 janvier 1975, où un nombre important de grands noms sont absents. Ce sont des épigones qui prennent le relais : travaux scolaires mais parfois œuvres inspirées, avec l'Allemand Ed Sommer et les Britanniques David Hall (en), Richard Wooley (en) et Tony Sinden; ces cinéastes remplissent le « cahier des charges », parfois avec habileté, mais souvent de manière académique. Toutefois, de grands films sont créés à partir de cette matrice : Kaskara, de Dore O. (de) (1974), Strukturelle Studien, de Birgit et Wilhelm Hein (1974), Makimono de Werner Nekes (1974), ou, encore, le surprenant film japonais, Alchemy, de Tsuneo Nakai (1971). Pour revenir aux sources, Ledoux programme une intégrale du maître américain du genre, Hollis Frampton, qu’il considère comme le plus grand cinéaste expérimental vivant .
Les Belges gardent intact leur goût de la provocation. Un mini scandale a lieu autour du film Vase de noces, de Thierry Zéno, qui décrit les amours d’un homme et d’une truie. Hors compétition, Roland Lethem attire l'attention avec une œuvre très corrosive : « Du côté belge, La Tête d'un frère (1974) de Roland Lethem mérite l'attention : dédié par son auteur à Holger Meins, membre de la Fraction armée rouge mort en prison peu de temps auparavant, il s'agit là d'une des très rares propositions politiques du festival [...] Tandis qu'à l'écran un canard est étranglé, dans la salle le cinéaste débouche des bocaux contenant des abats d'animaux vieux de plusieurs mois : une agression motivée du spectateur ».
Line Describing a Cone (en), installation de l’Américain Anthony McCall, apparaît, avec le recul, comme une œuvre très novatrice. C’est le faisceau lumineux même de la projection, dans un lieu sombre, qui est l’objet mouvant et en expansion de cette création. Les spectateurs sont priés de tourner le dos à l’écran et de suivre l’évolution du faisceau, qui devient un cône lumineux, à la fois poreux et dense.
Peu présents à Knokke (à l'exception notable de Peter Kubelka en 1958 et 1963 et Ernst Schmidt jr. en 1967), les Autrichiens concurrent avec un seul film cette année-là, Walk de Kurt Matt. Le développement du cinéma expérimental autrichien sera phénoménal dans les années qui suivent, grâce notamment au cinéaste, critique et théoricien Peter Tscherkassky qui écrit un livre de fond sur ce cinéma . Avec ses collègues Martin Arnold, Gustav Deutsch et Dietmar Brehm, ils promeuvent une forme de cinéma envoûtant basé sur le found footage. L'association Sixpack Film (de) joue un rôle capital dans ce développement grâce à ses réseaux internationaux et à ses éditions de DVD.
Le festival présente, hors compétition, un important panorama d’art vidéo, mais demeure fermé aux œuvres tournées en Super 8, format utilisé, pourtant, par de nombreux artistes et cinéastes d’alors, créateurs reconnus depuis. Il faut se remettre dans l’esprit de l’époque, où il était difficile de savoir prendre, à temps, les bons virages, car on n’avait pas le recul nécessaire pour tout prévoir et juger, sur le champ, sans le recul nécessaire, de ce que serait l’avenir de cette forme de cinéma très ouverte.
À plusieurs reprises, le festival devait renaître, mais, pour des raisons culturelles, ailleurs qu’à Knokke-le-Zoute. « Les premières démarches ont lieu en 1978-1979, en vue d’organiser l’événement en 1980. Mais un problème surgit d’emblée : pour des raisons communautaires et linguistiques typiquement belges, le festival ne peut plus avoir lieu à Knokke. Du moins en français, car dans cette ville de Flandres les événements culturels recevront désormais leurs subventions exclusives de la Communauté flamande, et celle-ci n’entend pas soutenir une manifestation dont l’organisation est principalement francophone. »
Grâce à ce festival, le cinéma expérimental est devenu plus familier, sur le terrain de la pensée, tout en étant encore, jusqu’à sa dernière édition, marginalisé par la critique, date à laquelle les choses commencent à changer.
Jean-Marie Buchet écrit à ce sujet : « Quand on relit les réactions critiques aux différents compétitions du film expérimental, on est d’abord frappé par le ton, presque unanime, de déception exhalé par les auteurs, mais tout de suite on s’aperçoit qu’il vient du fait que la plupart jaugent cette manifestation selon les mêmes critères que les autres festivals et qu’il n’est provoqué par conséquent que par un malentendu qui tient dans le propre chef de ses victimes. La raison d’être d’une pareille manifestation n’était pas de nous offrir une vitrine d’œuvres accomplies, mais des films capables de susciter une réflexion nouvelle (quelle qu’en soit la direction) sur le fait cinématographique». De nos jours, c’est un fait acquis .

## Palmarès
Sources : Catalogue d'EXPRMNTL 5 (1974) pour les quatre premières éditions  et EXPRMNTL, Festival hors normes de Xavier Garcia Bardon pour le palmarès 1974.

### 1949
- Date : du 1er au 30 juin
- Lieu : Casino de Knokke
- Grand Prix du film expérimental : Motion Painting n°1 (Oskar Fischinger, États-Unis, 1948).
- Grand Prix du film poétique : Aubervilliers (Eli Lotar, France, 1947).
- Prix pour la meilleure utilisation du son : Five abstract film exercices (James et John Whitney, États-Unis, 1943-1944).
- Prix pour la meilleure utilisation de la couleur : Studi sul colore (Luigi Veronesi, Italie, 1940-1942).
- Prix pour qualités exceptionnelles :
  - Hen Hop (Norman McLaren, Canada, 1943), Fiddle-de-dee (Norman McLaren, 1947).
- Mentions spéciales :
  - Light reflections (James Davis, États-Unis, 1948), 1941 & Bijou (Francis Lee, États-Unis, 1941 et 1946), Fireworks (Kenneth Anger, États-Unis, 1947).

Cette première édition, véritable acte fondateur du nouveau cinéma expérimental, offre un panorama géographique et historique équilibré. Le pionnier allemand, Oskar Fischinger, qui tourne depuis près de vingt ans, est honoré, mais également le passeur d’origine écossaise, Norman McLaren, établi, depuis le début de la décennie, au Canada, qui débuta dans les années 1930 en Angleterre et devint une figure incontournable du cinéma d’animation, avant que son œuvre ne revienne, depuis une vingtaine d’années, sur la scène expérimentale. Le cinéma abstrait est représenté par les nouveaux venus James et John Whitney, pionniers de l’utilisation de l’ordinateur analogique dans leurs créations, et de l’Italien Luigi Veronesi, figure marquante de l’ère post-futuriste .Une icône du futur cinéma underground américain, Kenneth Anger, est aussi de la partie.

### 1958
- Date : du 21 au 27 avril
- Lieu : Cinémathèque royale de Belgique (Bruxelles)

#### Prix officiels
- Premier grand prix Gevaert : Dom (Walerian Borowczyk, Pologne, 1958).
- Second grand prix : Free Radicals (Len Lye, États-Unis, 1958).
- Prix de la compétition internationale du film expérimental :
  - Chansons sans paroles (Yoram Gross, Israël, 1958), Deux hommes et une armoire (Roman Polanski, Pologne, 1958), Gyromorphosis (Hy Hirsch (en), États-Unis, 1956), Highway (Hilary Harris (en), États-Unis, 1958), N.Y., N.Y.  (Francis Thompson, États-Unis, 1957), Sinfonia en no bémol, Rodolfo Kuhn, Argentine, 1958).

#### Autres prix
- Prix de la Fédération internationale des ciné-clubs (FICC) : L'Opéra-Mouffe (Agnès Varda, France, 1958).
- Prix du jury de sélection : Stan Brakhage pour l’ensemble de ses films présentés à la compétition (États-Unis) :
  - The Way to Shadow Garden (1954),  Reflections on Black (1955), In Between (1955), Flesh of Morning (1956), Anticipation of the Night (1958).
- Prix de l’Âge d’or : Inauguration of the Pleasure Dome (Kenneth Anger, États-Unis, 1954).

L’éclectisme est au rendez-vous de cette deuxième édition. Il n’y a pas encore de ligne générale, et le cinéma d’animation agressif et, visuellement novateur, impressionne : Walerian Borowczyk est primé. Le pionnier d'origine néo-zélandaise, Len Lye, qui débuta dans les années 1920 et devint une figure incontournable du cinéma expérimental, est aussi de la fête. La distinction de l’œuvre émergente de Stan Barkhage marque une étape importante pour la reconnaissance de ce cinéma. Anticipation of the Night est un film totalement novateur qui ne doit plus rien aux avant-gardes historiques européennes. Cependant, Peter Kubelka, présent avec deux films, n’est pas distingué. On peut également s’étonner de l’absence de films lettristes (Traité de bave et d’éternité, d’Isidore Isou, 1951 ; Le Film est déjà commencé ? de Maurice Lemaître, 1951 ; Hurlements en faveur de Sade, de Guy Debord, 1952), réalisés, pourtant, entre la première et la deuxième édition du festival.

### 1963
- Date : du 25 décembre 1963 au 2 janvier 1964
- Lieu : Casino de Knokke
- Affiche officielle : Pierre Alechinsky[55]

#### Prix officiels
- Grand prix Gevaert : Die Parallelstrasse, Ferdinand Khittl (de), Allemagne, 1962).
- Prix Bell Telephone : Breathdeath (Stan Vanderbeek, États-Unis, 1962-1963).
- Prix Baron Lambert : Twice a man (Gregory Markopoulos, États-Unis, 1963).
- Prix Comte de Launoit : Le Nez (Alexandre Alexeieff et Claire Parker, France 1963).
- Prix Solvay : Renaissance (Walerian Borowczyk, France, 1963).
- Prix Radio Télévision Belge : À tout prendre (Claude Jutra, Canada, 1963).
- Prix Belgische Radio en Televisie : Madeleine Madeleine (Vlado Kristl, Allemagne, 1963).

#### Autres prix
- Prix spécial du film maudit : Flaming Creatures (Jack Smith, États-Unis, 1963).
- Prix à l’ensemble de la sélection japonaise : A House (Sakio Hirata, 1963),  An eater (Kazutomo Fuzino, 1963), Onan (Takahiko Iimura, 1963),  The Sand (Yōichi Takabayashi, 1963), Nihon no Mon-Yo (Naoya Yoshida, 1963) et deux films du critique américain Donald Richie, établi sur place ( War Games , 1962 et  Futari, 1963).
- Prix de l’Âge d’or à Claes Oldenburg pour l’ensemble des films consacrés aux happenings :
  - Nekropolis 1 (Raymond Saroff, États-Unis, 1963), Pat’s Birthday (Robert Breer et Claes Oldenburg, États-Unis, 1962-1963), Scarface and Aphrodite (Vernon Zimmerman, États-Unis, 1963), Voyage II World’s Fair II ‘Happenings’ (Raymond Saroff, États-Unis, 1962).
- Prix internationale de la presse (décerné par des journalistes de cinéma) : À tout prendre (Claude Jutra, Canada, 1963).
- Prix de la Fédération internationale des ciné-clubs : Renaissance (Walerian Borowczyk, France, 1963).
- Prix de la Commission supérieure technique du cinéma belge : Thanatopsis (Ed Emshwiller, États-Unis, 1962).

Cette édition marque le début de l’âge d’or du cinéma underground américain : Gregory Markopoulos, Stan Venderbeek, Ed Emshwiller se retrouvent au menu de divers palmarès. L’acharnement que met Mekas à défendre le film de Jack Smith crée, également, dans ce sens, un effet médiatique sans précédent. Avec Alexeieff et Borowczyk, l’animation est également distinguée. Le Grand Prix revient toutefois à un film atypique, Die Parallestrasse, de Ferdinand Khittl, ce qui désoriente les puristes. Cette œuvre introduit une dimension essayiste et documentaire par le biais d’un propos vaguement science-fictionnel. Ce sera le premier long métrage allemand à être primé dans un festival international depuis la fin de la guerre,

### 1967
- Date : 25 décembre 1967 au 2 janvier 1968
- Lieu : Casino de Knokke
- Affiche officielle : Pierre Alechinsky et Corneille Hannoset[58]

#### Prix officiels
- Grand prix Gevaert-Agfa : Wavelength (Michael Snow, États-Unis, 1967).
- Prix Bell Telephone : Selbstschusse (Lutz Mommartz, Allemagne, 1967).
- Prix Baron Lambert : Grateful Dead (Robert Nelson (en), États-Unis, 1967).
- Prix Radio Télévision Belge : Besöket (Ake Ärenhill, Suède, 1965).
- Prix Solvay attribué à Stephen Dwoskin, pour l’ensemble des films présentés au cours de la compétition (Chinese Checkers, Naissant, Soliloquy, Grande-Bretagne, 1965-1967).

#### Autres prix
Warum hast Du mich wach geküsst ? Hellmuth Costard (de), Allemagne, 1967),
Hummingbird (Charles A. Csuri et James P. Schaffer, États-Unis, 1967),
Fog Pumas (Gunvor Nelson (en) et Dorothy Wiley, États-Unis, 1967),
Entretien (Michel Thirionet, Belgique, 1967),
Self Obliteration (Jud Yalkut (en), États-Unis, 1967).
- Prix de la Fédération internationale des ciné-clubs : The Room (Mordi Gerstein, États-Unis, 1967),
- Prix du jury de sélection : Altisonans (Karl-Birger Blomdahl, Suède, 1966).
- Prix de l’Âge d’or : The Big Shave (Martin Scorsese, États-Unis, 1967).

Le cinéma expérimental est devenu une réalité culturelle incontournable, encore largement dénommé underground, en ces années de contestation et de contreculture galopantes. Les choix des jurys sont presque parfaits : Wavelengh est le film charnière, louvoyant entre le lyrisme des premiers temps et le rigorisme structurel à venir, qu’il fallait distinguer. La vigoureuse scène allemande est bien mise en avant par la présence de Lutz Mommartz et Helmuth Costard. Pour la première fois, un film belge, Entretien, de Michel Thirionet, est distingué. Le prix spécial attribué aux films de Stephen Dwoskin éclaire, à la fois, la mouvance britannique, et distingue le travail d’un très grand cinéaste. Cette édition restera, aussi, célèbre par la présence du « court métrage sanglant » de Martin Scorsese, The Big Shave, projeté un peu partout par la suite.

### 1974
- Date : 25 décembre 1974 - 2 janvier 1975
- Lieu : Casino de Knokke
- Affiche officielle : Pierre Alechinsky
- Prix Agfa Gevaert : Kaskara (Dore O, Allemagne, 1974).
- Prix Baron Lambert : Alchemy (Tsuneo Nakai, Japon, 1971).
- Prix du Centre belge du nouveau cinéma : Shonen Shiko (Mikio Okabe, Japon, 1973).
- Prix BRT/RTB : Noodle Spinner (Anna Ambroise, Grande-Bretagne, 1973).
- Prix Jean-Marie Josi : Line Describing a Cone (Anthony McCall, Grande-Bretagne, 1973).
- Prix Albert Frère : FM/TRCS (Colen FItzgibbon, États-Unis, 1974).
- Prix du centre expérimental du cinéma :
  - Still Life With a pear (Mike Dunford, Grande-Bretagne, 1974), Vase de noce (Thierry Zéno, Belgique, 1974), Print Generation (J.J. Murphy, États-Unis, 1974), Kniephofstrass (réalisé par le Britannique Richard Woolley, Allemagne, 1974).
- Prix de l’association belge des auteurs de film : Assis sur une barrière (Jean van Helden, Belgique, 1974).
- Prix du jury de sélection : : V. W. – Vitesse Women (Claudine Eizykman, France, 1974).

Cette dernière édition du festival a probablement été, dans la hâte, mal jugée à l’époque. Kaskara, de Dore O ; Makimono, de Werner Nekes ou Alchemy, de Tsuneo Nakai sont des œuvres importantes dans lesquelles les auteurs ont tenté (et, souvent, réussi) d’acclimater les préceptes du cinéma structurel aux sensibilités de leurs pays d’origine. La présence de V. W. – Vitesse Women, de Claudine Eizykman, membre du nouveau mouvement coopératiste français et figure émergente de l’Université de Vincennes, ne peut cacher l’absence de Patrick Bokanowski, Philippe Garrel, Pierre Clémenti, Jackie Raynal, Jean-Pierre Lajournade, Michel Bulteau, Alain Fleischer, Piotr Kamler ou Jacques Monory. L’Italie, pourtant très active dans ces années-là, peu présente (Tonino De Bernardi et Alfredo Leonardi en 1967) mais aucun film de Massimo Bacigalupo, Alberto Grifi (de), Gianfranco Baruchello, ni de Paolo Gioli. Il s’agit, ici, d’un état des lieux tardif qui ne saurait remettre en cause le travail de défricheurs des divers sélectionneurs.

### Compléments bibliographiques
Cette bibliographie reprend partiellement celle de Xavier Garcia Bardon, pp. 78 à 80 de son ouvrage cité ci-dessus. Ne sont pas repris les articles cités dans le texte, à l'exception de ceux de Jonas Mekas (The Village Voice) sur Exprmntl 3 et de Tony Rayns sur Hollis Frampton (Exprmntl 5 dans Sight and Sound). Classé par ordre alphabétique d'auteurs.
- Raphaël Bassan, « Knokke-Heist. Le jeu de la structure et du sens », Téléciné, n° 198, avril 1975, pp. 13-15.
- Jacques Belmans, «Knokke le Zoute»  Image et son , n ° 217, mai 1968, pp. 3-8.
- Pierre Billard, «Un festival. L’étrange expérience du professeur Ledoux». Cinéma  64, n ° 83, février 1964, pp 105-106.
- Pierre Billard, Michel Flacon, Marcel Martin, «Knokke-le-Zoute Exprmntl », Cinéma 64, n ° 84, mars 1964, pp 108-112.
- Raymond Borde, « Knokke-le-zoutte (sic). Le cinéma expérimental en 1964 »  Positif , n° 60, avril-mai 1964, pp 53-62.
- James Broughton, « Knokke le Zoute», Film Quarterly , vol. 17, n° 3, printemps 1964, pp. 13-15.
- Jean-Marie Buchet, « Ledoux exprmntl film», Revue belge du cinéma, n° 40, novembre 1995 (numéro spécial Jacques Ledoux, l'éclaireur), pp. 27-34,
- Michel Caen, « Knokke… », Cahiers du cinéma , n ° 200-201, avril-mai 1968, pp. 101-102.
- Michel Ciment, «Cours, cinéphile, l’avant-garde est derrière toi ! », Positif, n° 166, février 1975, pp. 50-54.
- Bernard Cohn, Michel Perez, « Zoom sur Knokke » Positif, n° 94, avril 1968 pp. 28-37.
- Paul Davey, « Exprmntl 3 » : L'aventure du film maudit» et « Où en est l'expérimentation ? » Beaux-Arts, n ° 1036, 9 janvier 1964, p. 11.
- Paul Davey, « Une confrontation de tous les arts, où l'avant-garde renonce à trouver sa définition», Beaux-Arts, n ° 1037, 16 janvier 1964, p.2.
- Paul Davey, « Exprmntl 4. Le festival de Knokke ou le cinéma en gestation », Beaux-Arts, n ° 1188, 13 janvier 1968, p. 14.
- Paul Davey, « Le triomphe du resserrement formaliste», Clés, février 1975, pp.26-28..
- Robbe De Hert, Guido Henderickx, «This is the festival of the removal of fig-leaf », entretien avec Shirley Clarke, Spot, n° 3, mai 1968, pp 8-9.
- Eric de Kuyper,« Où se trouve l'expérimentation ? », Clés, décembre 1974, p. 16.
- Christine Gobron, « Les carnets d'une festivalière. Une aventure psychédélique chez les hippies »,  Beaux-Arts, n° 1189, 13 janvier 1968, p. 15.
- Simon Hartog (en),« Knokkenotes »,  Cinim, n ° 3, printemps 1969, pp. 24. 28.
- Lewis Jacobs (en), «Morning for the experimental film», Film Culture (en), n ° 19, printemps 1959, pp 6-9.
- Boris Lehman ,« Exprmntl 5 : Expérilmental 0 », Clés, décembre 1974, pp. 14-16.
- Marcel Martin, « Knokke n'est pas out » Cinéma 68, n ° 124, mars 1968, pp.28-33.
- Marcel Martin, « Knokke»  Écran , n °35, avril 1975, pp. 14-16.
- Lorenza Mazzetti, « A Knokke le Zoute Avanguardia "alsesso"», L'Europa letteraria, 5e année, n ° 25, janvier 1964.
- Jonas Mekas,« Flaming Creatures à Knokke-le-Zoute, Village Voice, 16 janvier 1964; repris et traduit par Dominique Noguez in « Mekas, Jonas, Ciné-journal. Un nouveau cinéma américain (1959-1971), Paris Expérimental, 1992, pp. 112-116.
- René Micha, « Le nouveau cinéma », Les Temps Modernes, n ° 214, mars 1964, pp 1717-1728.
- René Micha, « Cinéma expérimental » La Nouvelle Revue française, n ° 184, avril 1968, pp 717-723.
- Dominique Noguez, « Le retour du signe », L'art vivant n ° 55, février-mars 1975, pp. 5-6; « Knokke-le-doute », pp12-13.
- Tony Rayns (en),« Lines describing an impasse », Sight and Sound, printemps 1975, vol. 44, n° 2, pp. 78-80.
- P. Adams Sitney (en) , «Report on the fourth international expérimental film exposition at Knokke-le-Zoute », Film Culture (en) n ° 46, automne 1967 (mais publié en octobre 968), pp. 6-9.
- Elliott Stein, « Dr. Ledoux's torture garden »,  Sight and Sound, vol. 37, n) 2, printemps 1968, pp. 72-73.
- Yvon Toussaint, « Le troisième festival international du film expérimental. Un mot ambigu, un scénariste original, un film maudit », Le Soir, 31 décembre 1963, p. 7.
- François Weyergans, « Knkk xprmntl », Cahiers du cinéma, n° 152, février 1964, pp 49-50.
- John Whitney, Sr., « An abstract film-maker's view of the Belgium Experimental Film Competition (1963) and all », Film Culture, n 37, été 1965, pp 24-26.